# Erythranthe geyeri
Erythranthe geyeri är en gyckelblomsväxtart som först beskrevs av John Torrey, och fick sitt nu gällande namn av Guy L. Nesom. Erythranthe geyeri ingår i släktet Erythranthe och familjen gyckelblomsväxter. Inga underarter finns listade i Catalogue of Life.